# Нобель, Альфред
А́льфред Бе́рнхард Но́бель (швед. Alfred Bernhard Nobel МФА: [ˈǎlfrɛd nʊˈbɛlː]о файле; 21 октября 1833, Стокгольм, Шведско-норвежская уния — 10 декабря 1896, Сан-Ремо, Королевство Италия) — шведский химик, инженер, изобретатель, предприниматель и филантроп.
Нобелю, известному как изобретатель динамита, также принадлежала компания Бофорс, которую он переориентировал от металлургии к химическому и пушечному производствам. Нобелю принадлежало 355 различных патентов, динамит же является самым известным. После прочтения преждевременного некролога, который осудил его за прибыль от продажи оружия, он завещал своё состояние, чтобы учредить Нобелевские премии, присуждаемые за наиболее важные достижения в физике, химии, медицине, литературе и за вклад в укрепление мира. Его имя сохранилось в современных компаниях, таких как Dynamit Nobel и AkzoNobel, которые являются потомками слияний с компаниями, основанными Нобелем.

## Биография
Альфред Нобель родился в Стокгольме 21 октября 1833 года в семье Эммануэля Нобеля-младшего (1801—1872), изобретателя и инженера, и Андриетты Нобель (1805—1889). Он был третьим сыном, всего в семье было восемь детей. Семья была обедневшей, и выжили, помимо Альфреда, лишь Роберт, Людвиг и Эмиль. Через своего отца Альфред Нобель был потомком шведского учёного Улофа Рудбека (1630—1702), и, в свою очередь, мальчик интересовался техникой, в частности взрывчаткой, изучая основные её принципы с помощью своего отца в раннем возрасте. Интерес Альфреда Нобеля к технологиям был унаследован от его отца, выпускника Королевского технологического института в Стокгольме.
После многочисленных неудач в бизнесе, в 1837 году Эммануэль переехал в Санкт-Петербург и стал успешным как производитель станков и взрывчатых веществ. Он изобрёл современную фанеру и начал работать над торпедой. В 1842 году семья присоединилась к нему в городе. Теперь, процветая, родители смогли отправить Альфреда к частным преподавателям, и мальчик преуспел в учёбе, особенно в области химии и языков, и научился свободно разговаривать на английском, французском, немецком и русском языках. В школу Альфред ходил лишь в течение 18 месяцев, с 1841 по 1842 год; это была школа при церкви святого Якоба в Стокгольме.
В 1849 году, после семи лет пребывания семьи Нобелей в Петербурге, отец по рекомендации русского химика Николая Зинина отправил сына на обучение в Европу и Америку. Весной следующего года шестнадцатилетний Альфред Нобель выехал из Петербурга. Он посетил Данию, Германию, Италию, Францию и затем Америку. В Париже он встретил Асканио Собреро, открывшего в 1847 году нитроглицерин. Собреро решительно выступал против использования нитроглицерина, поскольку он был непредсказуемым, взрывающимся при воздействии тепла или давления. Но Нобель заинтересовался поиском способа контроля и использования нитроглицерина в качестве коммерчески полезного взрывчатого вещества, так как он обладал гораздо большей мощностью, чем порох. В возрасте 18 лет он отправился в Соединённые Штаты на один год, чтобы изучить химию. Там он работал в течение короткого периода времени у изобретателя Джона Эрикссона, который разработал во время гражданской войны в США броненосец USS Monitor. В 1857 году Нобель подал свой первый патент, английский патент на газовый счётчик, в то время как его первый шведский патент, который он получил в 1863 году, был «способы приготовления пороха».
Вернувшись в Россию, Нобель занялся ведением дел семейных фабрик, исполнявших военные заказы для русской армии. Дальнейшему процветанию компании Нобеля способствовала начавшаяся в 1853 году Крымская война (1853—1856). В 1859 году отец Нобеля оставил свой завод на попечение второго сына, Людвига, который значительно улучшил бизнес. Нобель и его родители вернулись в Швецию из России, где Нобель посвятил себя изучению взрывчатых веществ, и особенно безопасному производству и использованию нитроглицерина. В 1863 году Нобель изобрёл детонатор.
3 сентября 1864 года на фабрике в Хеленеборге близ Стокгольма взорвался сарай, используемый для приготовления нитроглицерина. В результате трагедии погибло пять человек, в том числе младший брат Нобеля Эмиль. Упрямо и невозмутимо, не замечая более незначительные аварии, Нобель продолжал строить заводы, сосредоточившись на улучшении стабильности взрывчатых веществ, которые он разрабатывал. В 1867 году Нобель получил патент на динамит — смесь нитроглицерина со способными впитывать его веществами. Рекламируя своё открытие, он проводил публичные демонстрации нового взрывчатого вещества и читал лекции о том, как оно работает. В результате к изобретению Нобеля начали проявлять интерес всё больше и больше людей. Динамит был запатентован в США и Великобритании и широко использовался в горнодобывающей промышленности и строительстве транспортных сетей на международном уровне. В 1875 году Нобель изобрёл гремучий студень, более стабильный и мощный, чем динамит, а в 1887 году запатентовал баллистит, предшественник кордита.
В 1888 году по ошибке репортёров в газете опубликовали сообщение о смерти Нобеля, перепутав его с братом Людвигом, скончавшимся в Каннах. Это оказало на Альфреда серьёзное влияние. Когда о нём стали писать «миллионер на крови», «торговец взрывчатой смертью», «динамитный король», он решил сделать так, чтобы не остаться в памяти человечества «злодеем мирового масштаба».
Нобель был избран членом Шведской королевской академии наук в 1884 году, тем же институтом, который позже отобрал лауреатов на две Нобелевских премии, а в 1893 году он получил почётную докторскую степень в Уппсальском университете.
От производства динамита, других взрывчатых веществ и от разработок нефтяных полей Баку (Товарищество «Бранобель»), в которых он и его братья Людвиг и Роберт играли весомую роль, Альфред Нобель накопил значительное состояние. За свою жизнь Нобелю было выдано 355 патентов на международном уровне, и после его смерти в его бизнесе было создано более 90 заводов по производству вооружений, несмотря на его веру в пацифизм.
В 1889 году он присутствовал на Всемирном конгрессе мира.

### Личная жизнь
Нобель путешествовал на протяжении большей части своей деловой жизни, налаживая работу своих компаний в разных странах Европы и Северной Америки и сохраняя постоянный дом в Париже с 1873 по 1891 год. Он оставался одиноким человеком, часто переживающим депрессии. Хоть Нобель никогда и не женился, его биографы отмечали, что отношения у него были по крайней мере три раза. Первой любовью Нобеля была русская девушка Александра, которая отвергла его предложение. В 1876 году Австро-Богемская фрайфрау, Берта Кински, стала секретарём Нобеля, но через короткое время она ушла от него, чтобы выйти за предыдущего любовника, барона Артура Гундаккар фон Зутнера. Несмотря на то, что её личный контакт с Нобелем был краток, она переписывалась с ним до его смерти в 1896 году, и считается, что она сильно повлияла на его решение включить премию мира в перечень Нобелевских премий. Берта фон Зутнер за свою деятельность была награждена Нобелевской премией мира в 1905 году. Третьи и самые длительные отношения Нобеля были с Софи Хесс из Вены, с которой он встретился в 1876 году.

## Смерть
Обвинённый в «государственной измене Франции» за продажу баллистита в Италию, Нобель переехал из Парижа в Сан-Ремо в 1891 году.
10 декабря 1896 года Альфред Нобель умер на своей вилле от кровоизлияния в мозг в возрасте 63 года. Похоронен на кладбище Норра бегравнингсплатсен в Стокгольме. Без ведома своей семьи, друзей или коллег он оставил большую часть своего богатства в доверительном управлении, чтобы финансировать награды, которые станут известны как Нобелевские премии.

## Творчество
Несмотря на отсутствие формального среднего и высшего образования, Нобель знал шесть языков: шведский, французский, русский, английский, немецкий и итальянский. Деятельность Альфреда Нобеля в качестве драматурга — один из малоизвестных фактов его биографии. Его единственная пьеса, «Немезида», четырёхактная трагедия в прозе о Беатрисе Ченчи, была напечатана незадолго до его смерти. Весь тираж, изданный в Париже в 1896 году, кроме трёх экземпляров, был уничтожен сразу после его смерти, так как пьеса была сочтена церковью скандальной и богохульной. Первое уцелевшее издание (двуязычное, на шведском и эсперанто) было опубликовано в Швеции в 2003, а в 2005 году в Стокгольме в день смерти учёного состоялась премьера спектакля.

## Отношение к оружию
На протяжении всей жизни Нобель исповедовал пацифистские идеи. Как и некоторые другие изобретатели (в частности, создатель картечницы Ричард Гатлинг), он считал, что если у противников появится оружие, с помощью которого они смогут моментально уничтожить друг друга, то они поймут, что ничего не выиграют от войны, и прекратят конфликт.

## Изобретения

### Динамит
Нобель открыл, что нитроглицерин в составе инертной субстанции, такой, как диатомовая земля (кизельгур), становится безопаснее и удобнее для использования, и эту смесь в 1867 он запатентовал под названием динамит.

### Гремучий студень
Затем он соединил нитроглицерин с другим взрывчатым веществом, коллодием, и получил прозрачное желеобразное вещество, более высокой взрывчатости, чем динамит. Гремучий студень, как он был назван, был запатентован в 1876 г. Затем последовали опыты по составлению подобных комбинаций с нитратом калия, древесной массой и пр.

### Баллистит и кордит
Через несколько лет Нобель изобрёл баллистит, один из первых нитроглицериновых бездымных порохов, состоящий в одном из последних вариантов из равных частей пороха и нитроглицерина. Этот порошок станет предшественником кордита, а заявление Нобеля о том, что его патент включает в себя также и кордит, станет предметом ожесточённых судебных разбирательств между ним и Британским правительством в 1894 и 1895 гг.
Кордит также состоит из нитроглицерина и пороха, причём исследователи хотели использовать самую нитрированную разновидность пороха, нерастворимую в смесях эфира и спирта, в то время как Нобелем было предложено использование менее нитрированных форм, растворимых в данных смесях.
Вопрос усложнялся тем, что на практике практически невозможно приготовить одну из форм в чистом виде, без примеси второй. В конечном итоге суд вынес постановление не в пользу Нобеля.

## Нобелевская премия
27 ноября 1895 года в Шведско-норвежском клубе в Париже Нобель подписал своё завещание, согласно которому большая часть его состояния — около 31 миллиона шведских крон — должна была пойти на учреждение премий за достижения в физике, химии, медицине, литературе и за деятельность по укреплению мира. Завещание гласило:

Я, нижеподписавшийся, Альфред Бернхард Нобель, обдумав и решив, настоящим объявляю моё завещание по поводу имущества, нажитого мною… Капитал мои душеприказчики должны перевести в ценные бумаги, создав фонд, проценты с которого будут выдаваться в виде премии тем, кто в течение предшествующего года принёс наибольшую пользу человечеству.
Указанные проценты следует разделить на пять равных частей, которые предназначаются: первая часть тому, кто сделал наиболее важное открытие или изобретение в области физики, вторая — в области химии, третья — в области физиологии или медицины, четвёртая — создавшему наиболее значительное литературное произведение, отражающее человеческие идеалы, пятая — тому, кто внесёт весомый вклад в сплочение народов, уничтожение рабства, снижение численности существующих армий и содействие мирной договорённости.
…Моё особое желание заключается в том, чтобы на присуждение премий не влияла национальность кандидата, чтобы премию получали наиболее достойные, независимо от того, скандинавы они или нет.

С 1969 года по инициативе Шведского банка присуждаются также премии памяти А. Нобеля по экономике, неофициально называемые «нобелевскими премиями по экономике».

## Память
- Именем Нобеля назван синтезированный химический элемент нобелий с атомным номером 102;
- В 1970 г. Международный астрономический союз присвоил имя Альфреда Нобеля кратеру на обратной стороне Луны;
- 21 октября 1991 года по инициативе шведского Нобелевского фонда на средства Международного фонда истории науки на Петроградской набережной вблизи Нахимовского училища был открыт бронзовый монумент Альфреду Нобелю[26];
- В честь А. Нобеля назван астероид (6032) Нобель, открытый астрономом Людмилой Карачкиной в Крымской астрофизической обсерватории 4 августа 1983 года[27];
- Имя Нобеля присвоено университету в Днепре[28];
- В Баку к 185-летию со дня рождения поставлен памятник Альфреду Нобелю[29].
- В сентябре 2020 года в Стерч-Керч Чеченской Республики открыли памятник братьям Нобель[30].